# Rebecca Gibney
Pour les articles homonymes, voir Gibney.
Rebecca Gibney, née le 14 décembre 1964 à Levin (Nouvelle-Zélande), est une actrice australienne.

## Biographie
Née en Nouvelle-Zélande, Rebecca Gibney émigre en Australie à l'âge de 18 ans pour entamer une carrière d'actrice. Elle a notamment joué des premiers rôles dans plusieurs séries télévisées très populaires en Australie et a remporté plusieurs récompenses, notamment l'AFI Award de la meilleure actrice dans un téléfilm et le Logie Award de la meilleure actrice pour son interprétation dans le téléfilm Come In Spinner (en) (1990) et le Gold Logie Award de la personnalité la plus populaire à la télévision australienne en 2009 pour son rôle dans la série télévisée Packed to the Rafters.
Elle s'est mariée en 1992 avec le chanteur Irwin Thomas et a divorcé en 1995. Elle s'est remariée en 2001 avec le peintre et chef décorateur Richard Bell et a eu un fils, Zach, en 2004.

## Filmographie

### Cinéma
- 1985 : Among the Cinders (en) : Sally
- 1990 : Jigsaw (en) : Virginia York
- 2007 : Clubland (en) : Lana
- 2009 : In Her Skin (en) : Gail
- 2012 : Mental : Shirley Moochmore
- 2015 : Haute Couture (The Dressmaker) de Jocelyn Moorhouse : Muriel Pratt

### Télévision
- 1985 : Zoo Family (en) (série télévisée, 26 épisodes) : Julie Davis
- 1986-1991 : The Flying Doctors (en) (série télévisée, 74 épisodes) : Emma Plimpton
- 1997 : Come In Spinner (en) (téléfilm) : Guinea Malone
- 1991-1993 : All Together Now (en) (série télévisée, 86 épisodes) : Tracy Lawson
- 1994-2002 : Halifax (série télévisée, 21 épisodes) : Jane Halifax
- 1997 : Kangaroo Palace (en) (téléfilm) : Heather Randall
- 1998 : The Day of the Roses (en) (mini-série) : Margaret Warby
- 1999 : Sabrina, Down Under (en) (téléfilm) : Hilary Hexton
- 1999 : Le Monde perdu (série télévisée, saison 1 épisode 5) : Lady Cassandra Yorkton
- 2001 : Farscape (série télévisée, saison 3 épisode 7) : Rinic Sarova
- 2002-2003 : Stingers (série télévisée, 13 épisodes) : Ingrid Burton
- 2004 : Salem (téléfilm) : Marjorie Glick
- 2006 : Rêves et Cauchemars (série télévisée, épisode Le Grand Bazar : Finale) : India Fornoy
- 2006 : Tripping Over (en) (série télévisée, 6 épisodes) : Lydia
- 2008-2013 : Packed to the Rafters (série télévisée, 122 épisodes) : Julie Rafter
- 2014 : The Killing Field (en) (téléfilm) : Eve Jenkins
- 2016-2018 : Wanted, séries australienne en 3 saisons de 6 épisodes de Rebecca Gibney et Richard Bell.